# 瓦莱伦加-普拉塔梅诺
瓦莱伦加-普拉塔梅诺（義大利語：Vallelunga Pratameno），是意大利西西里大区卡尔塔尼塞塔省的一个市镇。总面积39平方公里，人口3725人，人口密度95.5人/平方公里（2009年）。ISTAT代码为085021。